# Kompresja danych
Kompresja danych (ang. data compression) – zmiana sposobu zapisu informacji w celu zmniejszenia redundancji i tym samym objętości zbioru. Innymi słowy chodzi o wyrażenie tego samego zestawu informacji, lecz za pomocą mniejszej liczby bitów.
Działaniem przeciwnym do kompresji jest dekompresja.

## Kompresja stratna i bezstratna
Kompresja dzieli się na bezstratną – w której z postaci skompresowanej można odzyskać identyczną postać pierwotną oraz stratną – w której takie odzyskanie jest niemożliwe, jednak główne właściwości zostają zachowane. Np. jeśli kompresowany jest obrazek, nie widać znaczących różnic w stosunku do oryginału. Pomimo to może się już nie nadawać do dalszej przeróbki czy do wydruku, gdyż w tych zastosowaniach wymaga się zachowania innych właściwości.
Algorytmy kompresji dzieli się na algorytmy zastosowania ogólnego oraz algorytmy do danego typu danych. Z definicji nie istnieją algorytmy kompresji stratnej zastosowania ogólnego, ponieważ dla różnych typów danych konieczne jest zachowanie różnych właściwości. Na przykład kompresja dźwięku używa specjalnego modelu psychoakustycznego, który nie ma sensu w zastosowaniu do obrazu, poza bardzo ogólnymi przesłankami dotyczącymi sposobu postrzegania rzeczywistości przez człowieka.
Większość algorytmów bezstratnych to algorytmy zastosowania ogólnego oraz ich drobne przeróbki, dzięki którym lepiej działają z określonymi typami danych. Nawet drobne poprawki mogą znacząco polepszyć wyniki dla pewnych typów danych.
Algorytmy kompresji stratnej często jako ostatniej fazy używają kompresji bezstratnej. W takim przypadku poprzednie fazy mają za zadanie nie tyle kompresować, ile przygotować dane do łatwiejszej kompresji.

## Modele prawdopodobieństw
Algorytmy kompresji używają pewnych modeli prawdopodobieństwa. Są generalnie 2 systemy: modele statyczne i modele adaptywne.
Modele statyczne, jeśli nie są znane z góry, są przesyłane przed właściwymi danymi. Koszt przesłania takiego modelu jest bardzo duży i wymusza stosowanie wyłącznie bardzo prostych modeli. To powoduje, że modele statyczne rzadko są stosowane. Kompresory są tutaj zwykle znacznie bardziej złożone niż dekompresory.
Modele adaptywne są tworzone w miarę przetwarzania danych. Kompresor i dekompresor używają tego samego algorytmu do nanoszenia zmian na model w miarę napływania danych. W tym przypadku złożoność kompresorów i dekompresorów jest zwykle, choć nie zawsze, podobna. Wadą modeli adaptywnych jest to, że na początku model ten znacznie odbiega od optymalnego. Jednak możliwość stosowania modeli o dowolnej złożoności, możliwość używania różnych modeli do różnych obszarów kompresowanych danych oraz brak potrzeby przesyłania modelu sprawia, że właściwie całkowicie wyparły one modele statyczne.
Czasami, np. w algorytmie PNG, stosowane są modele pośrednie.

## Algorytmy kompresji bezstratnej
- Kodowanie Huffmana
- Kodowanie arytmetyczne
- Kodowanie Shannona, Shannona-Fano
- LZ77, LZSS, LZP, LZX
- LZ78, LZW, LZMW, LZAP
- LZMA
- LHA
- PNG
- RLE
- PPM
- Deflate
- Bzip2 (oparty m.in. o transformaty Burrowsa-Wheelera i Move To Front)

## Algorytmy wykorzystywane w kompresji stratnej
- Kodowanie predykcyjne (DPCM, ADPCM)
- Kodowanie transformatowe
- Kodowanie podpasmowe
- Kompresja falkowa
- Kwantyzacja wektorowa
- Matching pursuit
- Kompresja fraktalna
- Kodowanie parametryczne

## Systemy kompresji stratnej obrazu
- JPEG
- JPEG2000
- MPEG-1, MPEG-2, MPEG-4
- H.261, H.263
- Quicktime
- Windows Media Video (wmv)
- RealVideo

## Systemy kompresji stratnej dźwięku
- Vorbis (Ogg)
- A/52 (AC3)
- MP1, MP2, MP3
- AAC
- Musepack (mpc)
- Windows Media Audio (wma)
- ATRAC (używany w Minidisc)

## Standardowe zestawy danych do testowania algorytmów kompresji
- Calgary Corpus
- Lenna